# Холл, Тёрстон
Тёрстон Холл (англ.  Thurston Hall), имя при рождении Эрнест Тёрстон Холл (англ. Ernest Thurston Hall) (10 мая 1882 — 20 февраля 1958) — американский актёр театра, кино и телевидения 1910—1950-х годов.
В 1904—1934 годах Холл выступал на бродвейской сцене. В период с 1915 по 1924 год он снимался в немых фильмах, а с 1935 по 1957 год сделал успешную карьеру в голливудском кино.
Среди фильмов с его участием «Чёрная комната» (1935), «Каждое утро я умираю» (1939), «Великий Макгинти» (1940), «Завоевать город» (1940), «Бегство от судьбы» (1941), «Шерлок Холмс в Вашингтоне» (1943), «В обществе» (1944), «Дочь фермера» (1947) и «Яркий лист» (1950). Он также сыграл роль инспектора полиции Крейна в пяти криминальных комедиях об Одиноком волке 1935—1942 годов, включая «Одинокий волк встречает леди» (1940) и «Контршпионаж» (1942).
В 1950-е годы Холл много работал на телевидении, в частности, в 1951—1953 годах исполнял постоянную роль в ситкоме «Топпер».

## Ранние годы и начало карьеры
Тёрстон Холл родился 10 мая 1882 года в Бостоне, Массачусетс, его имя при рождении Эрнест Тёрстон Холл. Когда он был ещё подростком, его родители развелись, после чего мать ещё дважды выходила замуж.
Хотя Холл довольно хорошо учился в школе и даже планировал поступать в Йельский университет, но по окончании старших классов увлёкся театром. Свою карьеру он начал в театральных коллективах Новой Англии, которые гастролировали в северо-западных и западных штатах США.

## Театральная карьера
В 1904 году в возрасте 22 лет Холл впервые вышел на бродвейскую сцену, исполнив роль мистера Боба в популярной бродвейской комедии «Миссис Уиггз с капустной грядки» (1904—1905). Следующий раз он появился на Бродвее в спектакле «Пожар» (1908).
Позднее на Бродвее он сыграл в спектаклях «Единственная девушка» (1914—1915), «Имей сердце» (1917), «Гражданская одежда» (1919—1920), «Мэри Стюарт» (1921) и «Французская кукла» (1922), периодически прерываясь на работу в кино.
В дополнение к своей работе в кино в 1922—1925 годах Холл сформировал собственную труппу, с которой в течение более двух лет гастролировал по США, Великобритании, Южной Африке, Новой Зеландии и Австралии. Труппа играла различные спектакли, включая «Бен Гур», где у Холла была заглавная роль.
В 1926—1935 годах Холл вернулся на Бродвей, где у него были спектакли «Тихие воды» (1926), «Купи, купи, детка» (1926), «Смешанный парный разряд» (1927), «Смотрите на жениха» (1927—1928), «Общий грех» (1928), «Знак леопарда» (1928—1929), «Безопасность» (1929), «Пятьдесят миллионов французов» (1929—1930), «Всё это Джейк» (1930), «Филипп выходит вперед» (1931), «Траур к лицу Электре» (1932), «Куколка» (1932), «Чистокровка» (1933), «Повторное эхо» (1934), «Они не умрут» (1934), «Весенняя свежесть» (1934), «Все права защищены» (1934) и «Дождь с небес» (1934—1935).
Всего с период с 1904 по 1935 год Холл сыграл в 34 бродвейских спектаклях, став «неотъемлемой частью театральной сцены Нью-Йорка».

## Карьера в кинематографе

### Работа в немом кинематографе в 1915—1924 годах
В 1915 году в возрасте тридцати двух лет Холл дебютировал в кино на филадельфийской студии Lubin Manufacturing Company в короткометражном немом фильме «Приключение эрла» (1915). Все первые восемь фильмов Холла 1915—1916 годов были короткометражками для кинокомпании Любина, в четырёх из этих фильмов его партнёршей была звезда студии Этель Клейтон. В 1916 году студия Любина закрылась.
В 1917 году Холл дебютировал в Голливуде, сыграв роль Антония в драме студии Fox Film Corporation «Клеопатра» (1917) с Тедой Барой в заглавной роли, после чего играл главные или значимые роли в фильмах студий Universal, Томаса Инса и других голливудских студий. В 1922 году Холл снялся в Нью-Йорке в фильме «Безумство молодости» (1922), а в 1923—1924 годах играл в Великобритании в фильмах «Королевский дуб» (1923) и «Великий колодец» (1924). В 1924 году после 27 полнометражных немых фильмов Холл на 11 лет перестал сниматься в кино и вернулся на театральную сцену.

### Работа в звуковом кинематографе в 1935—1957 годах
В 1935 году Холл вернулся в кино. «Богатый театральный опыт и глубокий баритон обеспечили Холлу лёгкое вхождение в мир звукового кино». На протяжении следующих 22 лет он сыграл более чем в 200 фильмах, изображая «многочисленных недалёких бизнесменов, напыщенных политиков, желчного подавленного судью или жуликоватого мелкого политикана».
В 1935 году Холл сыграл сразу в семнадцати фильмах, среди которых драма Йозефа фон Штернберга «Преступление и наказание» (1935) с Питером Лорре в роли Раскольникова, где Холл сыграл редактора, фильм ужасов «Чёрная комната» (1935) с Борисом Карлоффом, где Холл был полковником и другом семьи, и криминальная комедия «Возвращение Одинокого волка» (1935), где Холл сыграл инспектора полиции Крейна. Впоследствии Холл сыграл эту роль ещё в четырёх фильмах киносериала об Одиноком волке. Год спустя Холл сыграл в тринадцати фильмах, среди которых криминально-романтическая комедия с Айрин Данн «Теодора сходит с ума» (1936) и криминальная хоррор-драма «Человек, который жил дважды» (1936), где Холл предстал в образе уважаемого хирурга, делающего операцию на мозге гангстеру (Ральф Беллами), в результате чего личность последнего полностью меняется.
Из двенадцати фильмов 1937 года наиболее заметными стали криминальная комедия «Убийство в Гринвич-Виллидж» (1937) и комедия с Уной Меркель «Не говорите жене» (1937), где Холл был майором. Год спустя Холл сыграл в восемнадцати фильмах, среди которых криминальная мелодрама с Хамфри Богартом «Удивительный доктор Клиттерхаус» (1938), криминальная комедия с Джоан Блонделл «Там всегда женщины» (1938), где Холл был окружным прокурором, и романтическая комедия с Оливией де Хэвилленд «Неприступная» (1938). В 1939 году у Холла было шестнадцать фильмов, среди них криминальная драма с Джеймсом Кэгни «Каждое утро я умираю» (1939), где Холл сыграл коррумпированного окружного прокурора, комедия с У. К. Филдсом «Ты не можешь обмануть честного человека» (1939) и музыкальная комедия с Диной Дурбин «Первый бал» (1939).
В 1940 году Холл появился в пятнадцати фильмах, среди которых спортивная драма с Кэгни «Завоевать город» (1940), сатирическая комедия с Брайаном Донлеви «Великий Макгинти» (1940), а также две криминальные комедии о светском детективе-любителе по прозвищу Одинокий волк, роль которого сыграл Уоррен Уильям — «Одинокий волк встречает леди» (1940) и «Одинокий волк приходит на свидание» (1940). В обоих фильмах Холл сыграл роль инспектора полиции Крейна.
В 1941 году Холл сыграл небольшие роли высокопоставленных чиновников в двух комедиях с участием Эбботта и Костелло — «Задержите это привидение» (1941) и «На флоте» (1941), а также исполнил свою постоянную роль инспектора полиции в двух фильмах об Одиноком волке — «Одинокий волк идёт на риск» (1941) и «Секреты Одинокого волка» (1941). Кроме того, Холл сыграл декана факультета в фильме нуар с Томасом Митчеллом «Бегство от судьбы» (1941). В общей сложности у Холла в этом году было двадцать фильмов. На следующий год было двенадцать фильмов, включая криминально-романтическую комедию с Генри Фондой «Кольца на её пальцах» (1942), а также две детективные комедии с Одиноким волком — «Одна опасная ночь» (1942) и «Контршпионаж» (1942), где он вновь был инспектором Крейном.
В 1943 году в драме военного времени с Чарльзом Лоутоном «Это земля моя» (1943) Холл сыграл мэра, а в детективном триллере военного времени «Шерлок Холмс в Вашингтоне» (1943) с Бэзилом Рэтбоуном в заглавной роли и военной драме «Опасное погружение» (1943) Холл сыграл роли сенаторов. Всего, как в этом, так и в следующем году у Холла было по десять фильмов. В 1944 году наиболее значительными его картинами были музыкальная комедия с Ритой Хейворт «Девушка с обложки» (1944), биографическая драма «Уилсон» (1944), где он был сенатором, и криминальная комедия с Эбботтом и Костелло «В обществе» (1944). Холл был полковником в романтической комедии «Миллионы Брюстера» (1945), среди десяти его фильмов 1945 года были также нуарная комедия «Леди в поезде» (1945) с Диной Дурбин и вестерн с Гэри Купером «Саратогская железнодорожная ветка» (1945). В 1946 году Холл появился в семи фильмах, среди которых мелодрама с Энн Шеридан «Ещё один завтрашний день» (1946) и романтическая комедия с Клодетт Кольбер «Безоговорочно» (1946).
Среди девяти фильмов Холла в 1947 году выделялись романтическая комедия с Дэнни Кеем «Тайная жизнь Уолтера Митти» (1947) и романтическая комедия с Лореттой Янг «Дочь фермера» (1947), а также драма с Розалинд Расселл «Траур к лицу Электре» (1947). Ещё год спустя у Холла было шесть фильмов, среди которых наиболее заметными были семейная комедия «Секрет Блонди» (1948) и музыкальная комедия с Диной Дурбин «В Центральном парке» (1948), где Холл был губернатором. В 1949 году Холл сыграл в семи фильмах, включая драму с Гэри Купером «Источник» (1949), где у Холла была небольшая роль бизнесмена, и романтическая комедия с Розалинд Расселл «Скажите это судье» (1949), где у Холла также была небольшая роль сенатора.
В 1950 году Холл появился в семи фильмах, наиболее заметным среди которых была романтическая мелодрама с Гэри Купером «Яркий лист» (1950), год спустя было три фильма, включая вестерн с Джином Отри «Вихрь» (1951), а ещё год спустя было семь фильмов, включая вестерн с Рэндольфом Скоттом «Карсон-Сити» (1952). Среди двух фильмов 1953 года выделялась музыкальная комедия с Фредом Астером «Театральный фургон» (1953), где у Холла была небольшая роль полковника. После этого Холл сыграл лишь в двух фильмах — комедии «Добытчик» (1956) и криминальной комедии «Роман в Рино» (1957), где он предстал в образе миллионера и бизнесмена, который является отцом дочери главного героя.

## Карьера на телевидении
С появлением телевидения Холл «нашёл новые возможности для своих талантов, специализируясь на изображении напыщенных и шумных властных фигур, таких как боссы, судьи и отцы невест». Начиная с 1950 года, Холл стал много работать на телевидении. Всего в период 1950—1958 годов он сыграл в 86 эпизодах 27 различных сериалов.
Свою первую постоянную роль на телевидении Холл сыграл в полицейском сериале «Дик Трейси» (1950, 7 эпизодов), где предстал в образе Дайета Смита, изобретателя и промышленника, снабжающего полицию новейшими техническими разработками.
В период с 1953 по 1955 год Холл исполнял одну из главных ролей в фантастическом ситкоме «Топпер». В 42 эпизодах этого сериала он сыграл вспыльчивого и раздражительного президента банка мистера Шайлера, который является боссом главного героя Космо Топпера (его сыграл Лео Г. Кэрролл).
В 1956—1957 годах Холл сыграл постоянную роль в восьми эпизодах приключенческого ситкома «Приключения Хайрама Холлидея». В этом шоу он был редактором газеты Гаррисоном Прентисом, который в благодарность за вовремя исправленную ошибку отправляет своего корректора в кругосветное путешествие, в ходе которого тот раскрывает различные преступления.
Холла можно было также увидеть в отдельных эпизодах таких сериалов, как «Отряд по борьбе с рэкетом» (1952), «Большой город» (1952), «Опасное задание» (1952), «Моя маленькая Марджи» (1953, 2 эпизода), «Шоу Эбботта и Костелло» (1953—1954, 2 эпизода), «Лэсси» (1954), «Одинокий рейнджер» (1955), «Приключения Рин Тин Тина» (1957), «Письмо к Лоретте» (1957) и «Мэверик» (1958).

## Актёрское амплуа и оценка творчества
Холл был высоким (183 см), «видным, импозантным мужчиной», который идеально подходил на «роли крупных, шумных, процветающих властных персонажей», в частности, разнообразных высокопоставленных военных, богатых бизнесменов, банкиров и представителей высшего света. В начале карьеры «на сцене, а затем и в кино Холл, который был высокого роста и обладал аристократической осанкой, часто играл представителей высшего общества и мужчин, облечённых властью». В 1910-е годы он уже был «признанным и успешным театральным актером, как в США, так и в Европе». На Бродвее Холл сыграл в 34 спектаклях, в том числе, главные роли в таких маститых постановках, как «Миссис Уиггз из капустной грядки» и «Бен Гур».
Как отмечено в биографии актёра на сайте Turner Classic Movies, начиная с 1910-х годов, Холл снимался в главных ролях в немых фильмах. В 1935 году «благодаря своему богатому баритону Холл легко перешёл в звуковые фильмы», где стал исполнять характерные роли, «более подходящие его изменившейся внешности». Вплоть до 1957 года Холл снялся более чем в 200 картинах. В 1950-е годы он много работал на телевидении, более всего запомнившись постоянной ролью раздражительного президента банка в сериале «Топпер» (1953—1955).

## Личная жизнь
Холл был женат дважды. В 1906 году он женился на Люсиль Мэри Перри (англ. Lucille Mary Perry), с которой развёлся в 1911 году. В 1945 году Холл женился на Квенде Хаккетт (англ. Quenda Hackett), с которой прожил до своей смерти в 1958 году.

## Смерть
Тёрстон Холл умер 20 февраля 1958 года в возрасте 75 лет в Беверли-Хиллз, Лос-Анджелес, Калифорния, от инфаркта

## Фильмография
| Год        |     | Русское название                               | Оригинальное название                       | Роль                                                       |
| ---------- | --- | ---------------------------------------------- | ------------------------------------------- | ---------------------------------------------------------- |
| 1915       | кор | Слаще мести                                    | Sweeter Than Revenge                        | Джо Бест                                                   |
| 1915       | кор | День хаоса                                     | A Day of Havoc                              | Брент Хадсон                                               |
| 1915       | кор | Обман                                          | The Deception                               | Генри Уортон                                               |
| 1915       | кор | Приключение эрла                               | The Earl's Adventure                        | эрл Карнавон                                               |
| 1915       | кор | Думайте о матерях                              | Think Mothers                               | Лэнсинг                                                    |
| 1915       | кор | Несмотря на него                               | In Spite of Him                             | Нэйтан Биддл                                               |
| 1915       | кор | Зеркало                                        | The Mirror                                  | соперник                                                   |
| 1916       | кор | Настойчивость                                  | Persistency                                 | Джон Хэллет                                                |
| 1917       | ф   | Клеопатра                                      | Cleopatra                                   | Антоний                                                    |
| 1917       | ф   | Любовные письма                                | Love Letters                                | Джон Харланд                                               |
| 1917       | ф   | Отметка цены                                   | The Price Mark                              | доктор Дэниел Мнлфи                                        |
| 1918       | ф   | Сэл-вспышка                                    | Flare-Up Sal                                | Красный всадник                                            |
| 1918       | ф   | Тень кайзера                                   | The Kaiser's Shadow                         | Хьюго Вагнер                                               |
| 1918       | ф   | Муж индианки                                   | The Squaw Man                               | Генри, кузен Джима                                         |
| 1918       | ф   | Страх тирана                                   | Tyrant Fear                                 | Харли Дейн                                                 |
| 1918       | ф   | Мы не можем иметь всего                        | We Can't Have Everything                    | Питер Чивер                                                |
| 1918       | ф   | Бесстыдная красота                             | The Brazen Beauty                           | Кеннет Хайд                                                |
| 1918       | ф   | Чужеродный враг                                | An Alien Enemy                              | Дэвид Джей Хейл                                            |
| 1918       | ф   | Полуночный патруль                             | The Midnight Patrol                         | офицер Терренс Шеннон                                      |
| 1918       | ф   | Роман с Марселлой                              | The Mating of Marcella                      | Роберт Андервуд                                            |
| 1919       | ф   | Изысканный вор                                 | The Exquisite Thief                         | Алджернон П. Смит                                          |
| 1919       | ф   | Севильский вулкан                              | The Spitfire of Seville                     | Кент Стонтон                                               |
| 1919       | ф   | Ненакрашенная женщина                          | The Unpainted Woman                         | Мартин О’Нил                                               |
| 1919       | ф   | Слабый пол                                     | The Weaker Vessel                           | Джей Бут Хантер                                            |
| 1919       | ф   | Ты выйдешь за меня замуж?                      | Who Will Marry Me?                          | Джером Ван Тайн                                            |
| 1920       | ф   | Пустые руки                                    | Empty Arms                                  | Брюс Гордон                                                |
| 1920       | ф   | Долина сомнения                                | The Valley of Doubt                         | Жюль                                                       |
| 1921       | ф   | Праздные руки                                  | Idle Hands                                  | Генри Ливингстон                                           |
| 1921       | ф   | Железный след                                  | The Iron Trail                              | Кёртис Гордон                                              |
| 1921       | ф   | Вечная мать                                    | Mother Eternal                              | Эдвард Стивенс-старший                                     |
| 1922       | ф   | Прекрасная леди                                | Fair Lady                                   | итальянский банкир                                         |
| 1922       | ф   | Необузданность молодости                       | Wildness of Youth                           | Эдвард Грейтон                                             |
| 1935       | ф   | После танца                                    | After the Dance                             | окружной прокурор                                          |
| 1935       | ф   | Чёрная комната                                 | The Black Room                              | полковник Хассел                                           |
| 1935       | ф   | Дело о пропавшем мужчине                       | Case of the Missing Man                     | Бойл                                                       |
| 1935       | ф   | Преступление и наказание                       | Crime and Punishment                        | редактор                                                   |
| 1935       | ф   | Перо в её шляпе                                | A Feather in Her Hat                        | сэр Элройд Джойс                                           |
| 1935       | ф   | Подружка                                       | The Girl Friend                             | Джордж С. Хармон                                           |
| 1935       | ф   | Охраняй эту девушку                            | Guard That Girl                             | доктор Сайлас Хадсон                                       |
| 1935       | ф   | Восхваление любви                              | Hooray for Love                             | командор Джейсон Т. Тэтчер                                 |
| 1935       | ф   | Возвращение Одинокого волка                    | The Lone Wolf Returns                       | инспектор Крейн                                            |
| 1935       | ф   | Люби меня вечно                                | Love Me Forever                             | Маурицио                                                   |
| 1935       | ф   | Метрополитен                                   | Metropolitan                                | Т. Саймон Хантер                                           |
| 1935       | ф   | Билет в один конец                             | One-Way Ticket                              | мистер Ричи                                                |
| 1935       | ф   | Общественная угроза                            | The Public Menace                           | капитан океанского лайнера                                 |
| 1935       | ф   | Супер-скорость                                 | Super-Speed                                 | инвестор                                                   |
| 1935       | ф   | Слишком суров, чтобы убивать                   | Too Tough to Kill                           | Джим Уитни                                                 |
| 1935       | ф   | Атлантическое приключение                      | Atlantic Adventure                          | редактор городских новостей Разерфорд (в титрах не указан) |
| 1935       | ф   | Она не могла принять это                       | She Couldn't Take It                        | гость на вечеринке (в титрах не указан)                    |
| 1936       | ф   | Эскадрон дьявола                               | Devil's Squadron                            | майор Меткалф                                              |
| 1936       | ф   | Не играй с любовью                             | Don't Gamble with Love                      | Мартин Гейдж                                               |
| 1936       | ф   | Убийца в бегах                                 | Killer at Large                             | инспектор О’Хара                                           |
| 1936       | ф   | Король уходит                                  | The King Steps Out                          | майор                                                      |
| 1936       | ф   | Леди из ниоткуда                               | Lady from Nowhere                           | Джеймс Гордон Барнс                                        |
| 1936       | ф   | Человек, который жил дважды                    | The Man Who Lived Twice                     | доктор Клиффорд Л. Шайлер                                  |
| 1936       | ф   | Гордость морпехов                              | Pride of the Marines                        | полковник Гейдж                                            |
| 1936       | ф   | Бродячая леди                                  | Roaming Lady                                | Е. Дж. Рид                                                 |
| 1936       | ф   | Вымогательство                                 | Shakedown                                   | Т. Грегори Стюарт                                          |
| 1936       | ф   | Теодора сходит с ума                           | Theodora Goes Wild                          | Артур Стивенсон                                            |
| 1936       | ф   | Трое умников                                   | The Three Wise Guys                         | Хэтчер                                                     |
| 1936       | ф   | Застрявшие в телевизоре                        | Trapped by Television                       | Джон Кертис                                                |
| 1936       | ф   | Джентльмен с кулаками                          | Two-Fisted Gentleman                        | Поп                                                        |
| 1937       | ф   | Адвокат по уголовным делам                     | Counsel for Crime                           | сенатор Мэддокс                                            |
| 1937       | ф   | Не говори жене                                 | Don't Tell the Wife                         | майор Мэннинг                                              |
| 1937       | ф   | Я обещаю заплатить                             | I Promise to Pay                            | капитан полиции Холл                                       |
| 1937       | ф   | Это не может длиться вечно                     | It Can't Last Forever                       | Фултон                                                     |
| 1937       | ф   | Убийство в Гринвич-Виллидж                     | Murder in Greenwich Village                 | Чарльз Кэбот                                               |
| 1937       | ф   | Ох, доктор                                     | Oh, Doctor                                  | доктор Эразмус Терстон                                     |
| 1937       | ф   | Плата за танец                                 | Paid to Dance                               | губернатор штата                                           |
| 1937       | ф   | Условно-досрочное освобождение                 | Parole Racket                               | Джеймсон                                                   |
| 1937       | ф   | Венера создаёт проблемы                        | Venus Makes Trouble                         | Харлан Дэрроу                                              |
| 1937       | ф   | У нас были свои моменты                        | We Have Our Moments                         | Фрэнк Рузерфорд                                            |
| 1937       | ф   | Гламурные женщины                              | Women of Glamour                            | мистер Старк                                               |
| 1937       | ф   | Всеамериканская любовь                         | All American Sweetheart                     | Р. О. Дэвис (в титрах не указан)                           |
| 1938       | ф   | Романы Аннабель                                | The Affairs of Annabel                      | майор                                                      |
| 1938       | ф   | Удивительный доктор Клиттерхаус                | The Amazing Dr. Clitterhouse                | Грант                                                      |
| 1938       | ф   | Признания в кампусе                            | Campus Confessions                          | Уэйн Эттербери-старший                                     |
| 1938       | ф   | Вымогательство                                 | Extortion                                   | профессор Трисдейл                                         |
| 1938       | ф   | Мимолетное знакомство                          | Fast Company                                | окружной прокурор Макмиллен                                |
| 1938       | ф   | Достижение успеха                              | Going Places                                | окружной прокурор Макмиллен                                |
| 1938       | ф   | Неприступность                                 | Hard to Get                                 | Этуотер                                                    |
| 1938       | ф   | Маленькая мисс грубиянка                       | Little Miss Roughneck                       | Джо Кроули                                                 |
| 1938       | ф   | Главное событие                                | The Main Event                              | капитан Филлипс                                            |
| 1938       | ф   | Нет времени для замужества                     | No Time to Marry                            | Петтенсэлл                                                 |
| 1938       | ф   | Профессор, остерегайся                         | Professor Beware                            | мистер Ван Бурен                                           |
| 1938       | ф   | Эскадрон чести                                 | Squadron of Honor                           | Боб Меткалф                                                |
| 1938       | ф   | Всегда дело в женщине                          | There's Always a Woman                      | окружной прокурор                                          |
| 1938       | ф   | Таковы женщины                                 | Women Are Like That                         | Клаудиус Кинг                                              |
| 1938       | ф   | На Запад с Харди                               | Out West with the Hardys                    | Х. Р. Бракстон (в титрах не указан)                        |
| 1938       | ф   | Исправительное учреждение                      | Penitentiary                                | судья (в титрах не указан)                                 |
| 1938       | ф   | Весеннее безумие                               | Spring Madness                              | Чарльз Платт (в титрах не указан)                          |
| 1938       | ф   | Женщины в тюрьме                               | Women in Prison                             | председатель совета (в титрах не указан)                   |
| 1939       | ф   | Танцующая студентка                            | Dancing Co-Ed                               | Х. В. Воркман                                              |
| 1939       | ф   | День, когда плакали букмекеры                  | The Day the Bookies Wept                    | полковник Марч                                             |
| 1939       | ф   | Каждое утро я умираю                           | Each Dawn I Die                             | Хэнли                                                      |
| 1939       | ф   | Бывший чемпион                                 | Ex-Champ                                    | мистер Кортни                                              |
| 1939       | ф   | Первый бал                                     | First Love                                  | Энтони Дрейк                                               |
| 1939       | ф   | Гавайские ночи                                 | Hawaiian Nights                             | Т. С. Хартли                                               |
| 1939       | ф   | Ножки за миллион долларов                      | Million Dollar Legs                         | Грегори Мелто - страший                                    |
| 1939       | ф   | Бунт на «Чёрном орле»                          | Mutiny on the Blackhawk                     | Сэм Бейли                                                  |
| 1939       | ф   | Наши соседи Картеры                            | Our Neighbors - The Carters                 | мистер Гилфойл                                             |
| 1939       | ф   | Создатель звёзд                                | The Star Maker                              | мистер Проктор                                             |
| 1939       | ф   | Нельзя обмануть честного человека              | You Can't Cheat an Honest Man               | мистер Бел-Гуди                                            |
| 1939       | ф   | Обвинён в клевете                              | Sued for Libel                              | Дэвид Гастингс                                             |
| 1939       | ф   | Джиперс Криперс                                | Jeepers Creepers                            | М. К. Дюрант                                               |
| 1939       | ф   | Додж-сити                                      | Dodge City                                  | Твитчелл (в титрах не указан)                              |
| 1939       | ф   | Три милые девушки взрослеют                    | Three Smart Girls Grow Up                   | сенатор (в титрах не указан)                               |
| 1940       | ф   | Псевдоним Дьякон                               | Alias the Deacon                            | Джим Каннингем                                             |
| 1940       | ф   | Блонди на бюджете                              | Blondie on a Budget                         | Брайс                                                      |
| 1940       | ф   | Синяя птица                                    | The Blue Bird                               | отец Тайм                                                  |
| 1940       | ф   | Завоевать город                                | City for Conquest                           | Макс Леонард                                               |
| 1940       | ф   | Дружественные соседи                           | Friendly Neighbors                          | губернатор                                                 |
| 1940       | ф   | Великий Макгинти                               | The Great McGinty                           | мистер Максвелл                                            |
| 1940       | ф   | В старом Миссури                               | In Old Missouri                             | Джон Питтман - старший                                     |
| 1940       | ф   | Женщина-невидимка                              | The Invisible Woman                         | Хадсон                                                     |
| 1940       | ф   | Кидди Еьюр                                     | Kiddie Kure                                 | Билл «Старик» Мортон                                       |
| 1940       | ф   | Одинокий волк встречает леди                   | The Lone Wolf Meets a Lady                  | инспектор Крейн                                            |
| 1940       | ф   | Миллионеры в тюрьме                            | Millionaires in Prison                      | Гарольд Келлогг                                            |
| 1940       | ф   | Золотая оборка                                 | The Golden Fleecing                         | Чарльз Энджел                                              |
| 1940       | ф   | Одинокий волк приходит на свидание             | The Lone Wolf Keeps a Date                  | инспектор Крейн                                            |
| 1940       | ф   | Ранчо Гранде                                   | Rancho Grande                               | Джон Додж (голос, в титрах не указан)                      |
| 1940       | ф   | Вирджиния-Сити                                 | Virginia City                               | генерал Джордж Мид (в титрах не указан)                    |
| 1940       | ф   | Жизнь с Генри                                  | Life with Henry                             | мистер Вудринг (в титрах не указан)                        |
| 1941       | ф   | Акцент на любви                                | Accent on Love                              | Ти. Джей. Трайтон                                          |
| 1941       | ф   | Проект для скандала                            | Design for Scandal                          | Норткотт                                                   |
| 1941       | ф   | Бегство от судьбы                              | Flight from Destiny                         | декан Сомерс                                               |
| 1941       | ф   | Великая ложь                                   | The Great Lie                               | Оскар Вортингтон Джеймс                                    |
| 1941       | ф   | Одинокий волк идёт на риск                     | The Lone Wolf Takes a Chance                | инспектор Крейн                                            |
| 1941       | ф   | Тихоокеанская черная дыра                      | Pacific Blackout                            | Уильямс (представитель гражданской обороны)                |
| 1941       | ф   | Памятный день                                  | Remember the Day                            | губернатор Теллер                                          |
| 1941       | ф   | Покайся на досуге                              | Repent at Leisure                           | Джей Бакингем                                              |
| 1941       | ф   | Секреты Одинокого волка                        | Secrets of the Lone Wolf                    | инспектор Крейн                                            |
| 1941       | ф   | Она знала все ответы                           | She Knew All the Answers                    | Джей Д. Саттон                                             |
| 1941       | ф   | Свингуй, солдат                                | Swing It Soldier                            | Оскар Симмс, спонсор «Виззис»                              |
| 1941       | ф   | Tuxedo Junction                                | Tuxedo Junction                             | Даг Гордон                                                 |
| 1941       | ф   | Вашингтонская мелодрама                        | Washington Melodrama                        | сенатор Мортон                                             |
| 1941       | ф   | Где ты нашёл эту девушку?                      | Where Did You Get That Girl?                | Стейвезант, президент Four Star Record Co.                 |
| 1941       | ф   | Леди Великого человека                         | The Great Man's Lady                        | мистер Семплер                                             |
| 1941       | ф   | На Западе Скалистых гор                        | West of the Rockies                         |                                                            |
| 1941       | ф   | Четыре матери                                  | Four Mothers                                | мистер Дэвис (в титрах не указан)                          |
| 1941       | ф   | Задержите это привидение                       | Hold That Ghost                             | олдерман Бёрч (в титрах не указан)                         |
| 1941       | ф   | На флоте                                       | In the Navy                                 | главный сенатор (в титрах не указан)                       |
| 1941       | ф   | Девяти жизней не хватит                        | Nine Lives Are Not Enough                   | Х. С. Хантли (в титрах не указан)                          |
| 1941       | ф   | Неожиданный дядя                               | Unexpected Uncle                            | Джерри Картер (в титрах не указан)                         |
| 1942       | ф   | Зов каньона                                    | Call of the Canyon                          | Грантли Б. Джонсон                                         |
| 1942       | ф   | Контршпионаж                                   | Counter-Espionage                           | инспектор Крейн                                            |
| 1942       | ф   | Великий Гилдерслив                             | The Great Gildersleeve                      | губернатор Джон Стаффорд                                   |
| 1942       | ф   | Привет, Аннаполис                              | Hello, Annapolis                            | капитан Вендалл                                            |
| 1942       | ф   | Ночь перед разводом                            | The Night Before the Divorce                | Берт «Маузи» Гарриман                                      |
| 1942       | ф   | Кольца на её пальцах                           | Rings on Her Fingers                        | мистер Харви Бисли                                         |
| 1942       | ф   | Пастух из Озарка                               | Shepherd of the Ozarks                      | Джеймс Мэлони                                              |
| 1942       | ф   | Сонная девушка                                 | Sleepytime Gal                              | мистер Адамс                                               |
| 1942       | ф   | Шерлок Холмс в Вашингтоне                      | Sherlock Holmes in Washington               | сенатор Генри Бэбкок                                       |
| 1942       | ф   | Её картонный любовник                          | Her Cardboard Lover                         | мистер Гартвэйт, адвокат Бэрлинга (в титрах не указан)     |
| 1942       | ф   | Двуспальные кровати                            | Twin Beds                                   | Хорас Тачстоун (в титрах не указан)                        |
| 1942       | ф   | Мы танцевали                                   | We Were Dancing                             | сенатор Куимби (в титрах не указан)                        |
| 1943       | ф   | Он нанял босса                                 | He Hired the Boss                           | мистер Бейтс                                               |
| 1943       | ф   | Вот и Элмер                                    | Here Comes Elmer                            | П. Джей Эллис                                              |
| 1943       | ф   | Более весёлый праздник                         | Hoosier Holiday                             | Генри П. Фейрчайлд                                         |
| 1943       | ф   | Я сделал это                                   | I Dood It                                   | Кеннет Лоулор                                              |
| 1943       | ф   | Одна опасная ночь                              | One Dangerous Night                         | инспектор Крейн                                            |
| 1943       | ф   | Эта земля моя                                  | This Land Is Mine                           | мэр Генри Мэнвилл                                          |
| 1943       | ф   | Самая молодая профессия                        | The Youngest Profession                     | мистер Дрю                                                 |
| 1943       | ф   | Трудный путь                                   | The Hard Way                                | Гарри, кинопродюсер (в титрах не указан)                   |
| 1943       | ф   | Опасное погружение                             | Crash Dive                                  | сенатор из Техаса (в титрах не указан)                     |
| 1943       | ф   | Гламур рампы                                   | Footlight Glamour                           | Рэндольф Уилер (в титрах не указан)                        |
| 1944       | ф   | Навеки со времён Венеры                        | Ever Since Venus                            | Эдгар Померой                                              |
| 1944       | ф   | Спокойной ночи, дорогая                        | Goodnight, Sweetheart                       | судья Джеймс Разерфорд                                     |
| 1944       | ф   | Великий момент                                 | The Great Moment                            | сенатор Борланд                                            |
| 1944       | ф   | В обществе                                     | In Society                                  | мистер Ван Клив                                            |
| 1944       | ф   | Песня Невады                                   | Song of Nevada                              | Джон Барраби                                               |
| 1944       | ф   | Уилсон                                         | Wilson                                      | сенатор Эдвард Х. «Биг Эд» Джонс                           |
| 1944       | ф   | Приключения Марка Твена                        | The Adventures of Mark Twain                | политик (в титрах не указан)                               |
| 1944       | ф   | Девушка с обложки                              | Cover Girl                                  | Тони Пастор (в титрах не указан)                           |
| 1944       | ф   | Следуй за парнями                              | Follow the Boys                             | мужчина (в титрах не указан)                               |
| 1944       | ф   | Кое-что для парней                             | Something for the Boys                      | полковник Джефферсон Л. Калхун (в титрах не указан)        |
| 1945       | ф   | Блондинка из Бруклина                          | Blonde from Brooklyn                        | »Полковник» Хьюберт Фарнсворт                              |
| 1945       | ф   | Миллионы Брюстера                              | Brewster's Millions                         | полковник Дрю                                              |
| 1945       | ф   | Позовите девушек                               | Bring on the Girls                          | Ратледж                                                    |
| 1945       | ф   | Дон Жуан Куиллиган                             | Don Juan Quilligan                          | первый судья                                               |
| 1945       | ф   | Веселая сеньорита                              | The Gay Senorita                            | Джей Джей Френтисс                                         |
| 1945       | ф   | Песня прерий                                   | Song of the Prairie                         | Джером Уингейт                                             |
| 1945       | ф   | К западу от Пекоса                             | West of the Pecos                           | полковник Ламбет                                           |
| 1945       | ф   | Дни на границе                                 | Frontier Days                               | (хроника)                                                  |
| 1945       | ф   | Леди в поезде                                  | Lady on a Train                             | Джозайя Вэринг (в титрах не указан)                        |
| 1945       | ф   | Саратогская железнодорожная ветка              | Saratoga Trunk                              | мистер Паунд (в титрах не указан)                          |
| 1945       | ф   | Медовый месяц втроем                           | Thrill of a Romance                         | Джей П. Бэнкрофт (в титрах не указан)                      |
| 1945       | ф   | Три маленькие девочки в голубом                | Three Little Girls in Blue                  | Джей полковник Клэй (в титрах не указан)                   |
| 1946       | ф   | Рейд полковника Эффингема                      | Colonel Effingham's Raid                    | Эд, мэр                                                    |
| 1946       | ф   | Опасный бизнес                                 | Dangerous Business                          | Би Джей Кэлхун                                             |
| 1946       | ф   | Ещё одно завтра                                | One More Tomorrow                           | Томас Руфус Коллиер II                                     |
| 1946       | ф   | Она написала книгу                             | She Wrote the Book                          | Хорас Ван Клив                                             |
| 1946       | ф   | Две сестры из Бостона                          | Two Sisters from Boston                     | мистер Лоуренс Тайберт Паттерсон - старший                 |
| 1946       | ф   | Безоговорочно                                  | Without Reservations                        | Болдвин                                                    |
| 1947       | ф   | Чёрное золото                                  | Black Gold                                  | полковник Колдвелл                                         |
| 1947       | ф   | Дочь фермера                                   | The Farmer's Daughter                       | Уилбур Джонсон                                             |
| 1947       | ф   | От судьбы не уйдёшь                            | It Had to Be You                            | мистер Нед Харрингтон                                      |
| 1947       | ф   | Траур к лицу Электре                           | Mourning Becomes Electra                    | доктор Блейк                                               |
| 1947       | ф   | Тайная жизнь Уолтера Митти                     | The Secret Life of Walter Mitty             | Брюс Пирс                                                  |
| 1947       | ф   | Сын Расти                                      | The Son of Rusty                            | Франклин Б. Гибсон                                         |
| 1947       | ф   | Свинг по-западному                             | Swing the Western Way                       | Джаспер Джим Бэнди                                         |
| 1947       | ф   | Неоконченный танец                             | The Unfinished Dance                        | мистер Ронселл                                             |
| 1947       | ф   | Добро пожаловать, незнакомец                   | Welcome Stranger                            | конгрессмен Бикер                                          |
| 1948       | ф   | Секрет Блонди                                  | Blondie's Secret                            | мистер Джордж Уайтсайд                                     |
| 1948       | ф   | Чудесное путешествие                           | Miraculous Journey                          | Кендрикс                                                   |
| 1948       | ф   | В центральном парке                            | Up in Central Park                          | губернатор Мотли                                           |
| 1949       | ф   | Манхеттанский ангел                            | Manhattan Angel                             | Эверетт Х. Бёртон                                          |
| 1949       | ф   | Край каньона                                   | Rim of the Canyon                           | Большой Тим Хэнлон                                         |
| 1949       | ф   | Расти спасает жизнь                            | Rusty Saves a Life                          | советник Фрэнк А. Гибсон                                   |
| 1949       | ф   | Юбилейный танец на площади                     | Square Dance Jubilee                        | Дж. К.                                                     |
| 1949       | ф   | Дитя дилижанса                                 | Stagecoach Kid                              | Питер Арнольд                                              |
| 1949       | ф   | Источник                                       | The Fountainhead                            | бизнесмен на вечеринке (в титрах не указан)                |
| 1950       | ф   | Королева бандитов                              | Bandit Queen                                | губернатор                                                 |
| 1950       | ф   | Белль Старой Мексики                           | Belle of Old Mexico                         | Хорацио Хантингтон                                         |
| 1950       | ф   | Яркий лист                                     | Bright Leaf                                 | Филлипс                                                    |
| 1950       | ф   | Заключённые в цепях                            | Chain Gang                                  | Джон Маккелви                                              |
| 1950       | ф   | Федеральный агент в деле                       | Federal Agent at Large                      | »Большой Билл» Диксон                                      |
| 1950       | ф   | Школа для девочек                              | Girls' School                               | полковник Селби Мэттьюз                                    |
| 1950       | ф   | Слишком много                                  | One Too Many                                | Кеннет Саймс                                               |
| 1950       | с   | Серебряный театр                               | The Silver Theatre                          | Джордж (1 эпизод)                                          |
| 1950       | с   | Дик Трейси                                     | Dick Tracy                                  | Дайет Смит (7 эпизодов)                                    |
| 1951       | ф   | Белль Ле Гранд                                 | Belle Le Grand                              | Паркингтон                                                 |
| 1951       | ф   | Карнавал в Техасе                              | Texas Carnival                              | мистер Гейтс                                               |
| 1951       | ф   | Водоворот                                      | Whirlwind                                   | Большой Джим Лэсситер                                      |
| 1951       | с   | Театр «Бигелоу»                                | The Bigelow Theatre                         | Джордж (1 эпизод)                                          |
| 1951       | с   | Живой Христос                                  | The Living Christ Series                    | фарисей (1 эпизод)                                         |
| 1952       | ф   | Карсон-Сити                                    | Carson City                                 | Чарльз Крокер                                              |
| 1952       | ф   | Ночная сцена в Галвестоне                      | Night Stage to Galveston                    | полковник Джеймс Беллами                                   |
| 1952       | ф   | Одна большая афера                             | One Big Affair                              | мистер «Джи»                                               |
| 1952       | ф   | Привет, красотки!                              | Skirts Ahoy!                                | Тэтчер Кинстон                                             |
| 1952       | ф   | Женский корпус из Валла Валла                  | The WAC from Walla Walla                    | плковник Мэйфилд                                           |
| 1952       | ф   | Это растет на деревьях                         | It Grows on Trees                           | Джон Слимиш, президент банка (в титрах не указан)          |
| 1952       | ф   | Женщина с Севера                               | Woman of the North Country                  | мэр Спенсер (в титрах не указан)                           |
| 1952       | с   | Большой город                                  | Big Town                                    | Пит Стейкер (1 эпизод)                                     |
| 1952       | с   | Отряд по борьбе с рэкетом                      | Racket Squad                                | Аведон (1 эпизод)                                          |
| 1952       | с   | Кавалькада Америки                             | Cavalcade of America                        | (1 эпизод)                                                 |
| 1952       | с   | Опасное задание                                | Dangerous Assignment                        | Кэрратерс (1 эпизод)                                       |
| 1952 —1953 | с   | Хопалонг Кэссиди                               | Hopalong Cassidy                            | разные роли (2 эпизода)                                    |
| 1953       | ф   | Театральный фургон                             | The Band Wagon                              | полковник ТРипп (в титрах не указан)                       |
| 1953       | ф   | Беспорядочные плевки                           | Gobs in a Mess                              | гражданский наблюжатель (хроника, в титрах не указан)      |
| 1953       | с   | Шоу Хэнка Маккюна                              | The Hank McCune Show                        | (1 эпизод)                                                 |
| 1953       | с   | Театр четырёх звёзд                            | Four Star Playhouse                         | судья (1 эпизод)                                           |
| 1953       | с   | Моя маленькая Марджи                           | My Little Margie                            | разные роли (2 эпизода)                                    |
| 1953—1954  | с   | Шоу Эбботта и Костелло                         | The Abbott and Costello Show                | разные роли (2 эпизода)                                    |
| 1953—1955  | с   | Топпер                                         | Topper                                      | мистер Шуйлер (42 эпизода)                                 |
| 1954       | кор | Рождённая в свободе: История полковника Дрейка | Born in Freedom: The Story of Colonel Drake | Джеймс М. Таунсенд                                         |
| 1954       | с   | Лэсси                                          | Lassie                                      | Финесс Мур (1 эпизод)                                      |
| 1954       | с   | Таверна Даффи                                  | Duffy’s Tavern                              | мистер Флетчер (1 эпизод)                                  |
| 1955       | с   | Одинокий рейнджер                              | The Lone Ranger                             | Клод Пьер (1 эпизод)                                       |
| 1955       | с   | Театр комедии Эдди Кантора                     | The Eddie cantor Comedy Theater             | Гордон (1 эпизод)                                          |
| 1956       | ф   | Добытчик                                       | The Go-Getter                               | мистер Хиггинс                                             |
| 1956       | с   | Это великолепная жизнь                         | It’s a Great Life                           | Хорас Теппер (1 эпизод)                                    |
| 1956       | с   | «Ридерс Дайджест» на ТВ                        | TV Reader's Digest                          | разные роли (2 эпизода)                                    |
| 1956—1957  | с   | Приключения Хайрама Холлидея                   | The Adventures of Hiram Holliday            | Гаррисон Прентисс (8 эпизодов)                             |
| 1957       | ф   | Афера в Рино                                   | Affair in Reno                              | Джей Би. Дель Монте                                        |
| 1957       | с   | Письмо к Лоретте                               | Letter to Loretta                           | судья (1 эпизод)                                           |
| 1957       | с   | Приключения Рин Тин Тина                       | The Adventures of Rin Tin Tin               | полковник Улисс Экс. Стоунволл (1 эпизод)                  |
| 1957       | с   | Истории о техасских рейнджерах                 | Tales of the Texas Rangers                  | полковник Титус (1 эпизод)                                 |
| 1957       | с   | Цирковой мальчик                               | Circus Boy                                  | майор Баффингтон (1 эпизод)                                |
| 1957       | с   | Люди из Аннаполиса                             | Men of Annapolis                            | отец (1 эпизод)                                            |
| 1958       | с   | Мэверик                                        | Maverick                                    | судья (1 эпизод)                                           |
| 1960       | тф  | Весёлый час                                    | Joyful Hour                                 | Закари                                                     |